# Старо-Сухотино
Старо-Сухотино (каз. Старо-Сухотино) — упразднённое село в Тайыншинском районе Северо-Казахстанской области Казахстана. Входило в состав Чермошнянского сельского округа. Ликвидировано в 2000-е годы.

## Население
По данным переписи 1999 года, в селе проживало 29 человек (14 мужчин и 15 женщин).